# Nesostreptus novarae
Nesostreptus novarae är en mångfotingart som beskrevs av Carl Graf Attems 1927. Nesostreptus novarae ingår i släktet Nesostreptus och familjen Spirostreptidae. Inga underarter finns listade i Catalogue of Life.